# Gheorghe Mironescu
Gheorghe G. Mironescu, comunemente conosciuto come G. G. Mironescu (Vaslui, 29 gennaio 1874 – Bucarest, 9 ottobre 1949), è stato un politico rumeno, membro del Partito Nazionale dei Contadini (PNŢ).
È stato Primo Ministro della Romania per due mandati tra il 1930 e il 1931.